# Bathyleberis californica
Bathyleberis californica är en kräftdjursart. Bathyleberis californica ingår i släktet Bathyleberis och familjen Cylindroleberididae. Inga underarter finns listade.